# مكتبة أرشيف سانتا باربرا
تأسست مكتبة أرشيف سانتا باربرا في عام 1967 كمؤسسة تعليمية وبحثية مستقلة غير هادفة للربح. ظلَّت مجموعة وثائق البعثة في مكتبة الأرشيف في موقعها منذ تأسيس نظام البعثة. تشملُ المجموعات أقسامًا مسماة، ومجموعة خونيبيرو سيرا (1713-1947)، ووثائق مهمَّة كاليفورنيا (1640-1853)، ومجموعات أخرى. تحتوي مكتبة الأرشيف أيضًا على مجموعة كبيرة من الكتابات والخرائط والصور المبكرة في كاليفورنيا بالإضافة إلى مجموعة من المواد الخاصة بالمستوطنين القدماء في ولاية أريزونا. تحتفظً المؤسسة بعدة آلاف من الصور الفوتوغرافية من أنواع مختلفة تغطي مجموعة واسعة من الموضوعات ويعود تاريخها إلى أواخر القرن التاسع عشر. تحتوي مجموعات المتحَف أيضًا على لوحات زيتية من القرن التاسع عشر لبعثات كاليفورنيا للفنّان إدوين ديكين،
مكتبة أرشيف سانتا باربرا هو المستودع الأرشيفي للسجلات التي تم فيها تسجيل أسرار المعمودية والزواج والدفن في بعثات كاليفورنيا. توجد سجلات مهمة من بعثة سان كارلوس بوروميو دي كارميلو. بعثة سان أنطونيو دي بادوا، بعثة سان لويس أوبيسبو دي تولوسا، بعثة سان خوان كابيسترانو، بعثة سانتا كلارا دي أسيس، بعثة سان بوينافينتورا، بعثة سانتا باربرا نفسها، بعثة سانتا كروز ؛ بعثة نوسترا سينورا دي لا سوليداد، بعثة سان خوان باوتيستا، بعثة سان ميغيل أركانجيل، بعثة سان فرناندو ري دي إسبانيا، بعثة سان لويس ري دي فرانسيا، بعثة سانتا إينيس وبعثة سان فرانسيسكو دي سولانو فضلًا عن بعثة بلازا - لوس أنجلوس وغير ذلك.

## التاريخ
مكتبة الأرشيف الحالية، المرتبطة ببعثة الفرنسيسكان سانتا باربرا ولكنها ليست جزءًا منها، هي مؤسسة علمانية بها مدير أكاديمي مدرب. ومع ذلك، فإن المجموعة الأصلية والتنظيم من تأسيس نظام الإرسالية في ألتا كاليفورنيا من قبل الرهبان الفرنسيسكان. أصبحت سانتا باربرا المقر الرئيسي لنظام مهام كاليفورنيا، وتم جمع وتخزين الوثائق المتعلقة ببعثات كاليفورنيا الأخرى في سانتا باربرا. تأسس نظام الإرسالية خلال الفترة التي طالبت فيها الإمبراطورية الإسبانية بولاية كاليفورنيا. مع استقلال المكسيك في عام 1821، ظلت الولاية القضائية الدينية في أيدي الفرنسيسكان، لكن الحكومة المكسيكية في أوائل ثلاثينيات القرن التاسع عشر علمت البعثات، وحولتها إلى كنائس أبرشية. بلغ مجموع الكتب والوثائق التي يحتفظ بها الفرنسيسكان حوالي 3000 وثيقة وحوالي 1000 كتاب.
زادت المواد التي بحوزة الفرنسيسكان من قبل الأب زفيرين إنجلهاردت (بالإنجليزية: Zephyrin Engelhardt)‏ الذي أجرى بحثًا حول البعثات الفرنسيسكانية في كاليفورنيا. قام بتدوين ملاحظات مستفيضة في أرشيف كاليفورنيا في مكتب المساح العام في سان فرانسيسكو. هذه الملاحظات لا تقدر بثمن، حيث تم تدمير هذا المكتب في زلزال سان فرانسيسكو عام 1906. تدهورت الحالة المادية للمجموعة بسبب الرطوبة في منطقة التخزين والعفن. من أجل منع المزيد من الضرر، تم تصور مرفق جديد لإيواء المجموعة. تم إنشاء مؤسسة غير ربحية منفصلة عن بعثة سانتا باربرا في عام 1967. ولفترة من الزمن، ترأسه الفرنسيسكان جيجر وفرانسيس جيست وفيرجيليو بياسيول على التوالي، الذين بدأوا خطوات للحفاظ على المجموعة بشكل أفضل. بعد وفاة بياسيول، استأجرت مكتبة الأرشيف أخصائي أرشيف محترف، لين بريمر. المؤرخة المتخصصة والمحفوظة الثانية والحالية هي الدكتورة مونيكا أوروزكو. تستضيفُ مكتبة الأرشيف أيضًا محادثات من قبل العلماء.

## روابط خارجية
- الموقع الرسمي